# Haworthia maraisii var. notabilis
Haworthia maraisii var. notabilis és una varietat de Haworthia maraisii del gènere Haworthia de la subfamília de les asfodelòidies.

## Descripció
Haworthia maraisii var. notabilis és una planta suculenta perennifòlia. Té les fulles erectes de color verd més fosc i més erectes que en el cas de H. herbacea.

## Distribució i hàbitat
Aquesta varietat creix a la província sud-africana del Cap Occidental, on només hi creix a Klaasvoogds.

## Taxonomia
Haworthia maraisii var. notabilis va ser descrita per (Poelln.) M.B.Bayer i publicat a Haworthia Handb.: 141, a l'any 1976.
Etimologia
Haworthia: nom en honor del botànic britànic Adrian Hardy Haworth (1767-1833).
maraisii: epítet en honor del botànic sud-africà Wessel R.B. Marais.
var. notabilis: epítet llatí que significa "destacable, notable".
Sinonímia
- Haworthia notabilis Poelln., Repert. Spec. Nov. Regni Veg. 44: 134 (1938). (Basiònim/Sinònim substituït)
- Haworthia magnifica var. notabilis (Poelln.) M.B.Bayer, Natl. Cact. Succ. J. 32: 18 (1977).
- Haworthia intermedia var. notabilis (Poelln.) Esterhuizen, Alsterworthia Int. 3(1): 12 (2003).
- Haworthia mirabilis var. notabilis (Poelln.) M.B.Bayer, Haworthia Update 7(4): 35 (2012).[5]